# IBM:s kassettgränssnitt
IBM:s kassettgränssnitt var ett gränssnitt för kassettband som fanns på IBM:s tidiga persondatorer. Detta för att möjliggöra användandet av en ljudbandspelare för kassettband till att inhämta och spara data och program. Denna funktion var bara inkluderad på IBM PC modell 5150 och IBM PCjr modell 4860.
Vissa IBM PC 5150 lämnade fabriken utan någon diskettenhet installerad. En PC med endast extern kassettenhet för lagring kunde bara använda det inbyggda ROM BIOS som operativsystem. ROM BIOS stödde kassetthantering men DOS saknade stöd för kassettband och stödde endast diskettstationer. Ingen marknad utvecklades för kommersiell produktdistribution på kassettband och kassettgränssnittet utgick på efterföljande IBM-modeller.

## Inspelningsformatet
Den tekniska referensen för IBM PC 5150 specificerar att WRITE-BLOCK-rutinen slår på kassettmotorn och omvandlar varje byte till databits. En (1) bit motsvarar en 1,0 ms timerperiod, (0) bit motsvarar en 0,5 ms (1000–2000 bit/s). Först skrivs 256 bytes med "11111111". En synkroniseringsbit "0". En synkroniseringsbyte med värdet 0x16. 256-byte block med data och en 2-byte CRC skrivs tills alla data har överförts.